# Daala

Логотип Xiph.Org.

Daala — відеокодек нового покоління, який розробляється некомерційною організацією Xiph.Org, відомою іншими продуктами — Ogg, FLAC, Theora, Speex. Daala позиціонується як кодек нового покоління з надзвичайно високою якістю вихідного потоку і як вільна заміна іншим двом відомим сучасним відеокодекам — VP9 та H.265.

## Історія розробки
20 червня 2013 року опис Daala був доданий до офіційного сайту Xiph.Org. Заявлено, що метою розробки є перевершення в продуктивності HEVC та VP9. Було опубліковано попередню альфа-версію програми для кодування/декодування відеопотоку.

## Характеристики
Daala позиціонується як вільна заміна таким конкуруючим відеокодекам «нового покоління» як VP9 від Google та H.265/HEVC від MPEG. Як і всі кодеки Xiph.Org, Daala розповсюджується під ліберальною вільною ліцензією без ліцензійних зборів (royalty-free). Але метою спільноти не є повторити досягнення вищезгаданих кодеків, а перевершити їхню якість кодування та задіяти прогресивніші технології. Таким чином, Daala може розглядатися як кодек «післянаступного покоління» (англ. next-next-generation). Daala розроблюється як відеокодек загального призначення, який підходить для стиснення відео різної якості з використанням різних налаштувань вихідного бітрейту.
В той час як кодеки VP9 та H.265 базуються на принципах, закладених 25 років тому в H.261 і оптимізованих з урахуванням збільшення потужностей сучасних комп'ютерів, Daala розробляється на принципово інших підходах, які не засновані на попередніх розробках. Так, замість традиційного дискретного косинусного перетворення (англ. Discrete Cosine Transform, DCT), яке оперує квантуванням блоків в 4×4, 8×8 або 16×16 пікселів, в Daala реалізована нова техніка перетворення з перекриттям блоків (англ. lapped transform). За рахунок того, що сусідні блоки частково перекривають один одного, що дозволяє оптимально коректувати втрати при квантуванні, завдяки lapped transform досягається більш згладжений і точний результат, що схоже на методи кодування без втрат. Крім того, припинення використання DCT дозволяє обійти більшість патентів, пов'язаних з кодуванням, заснованому на DCT.